# Pocisk artyleryjski

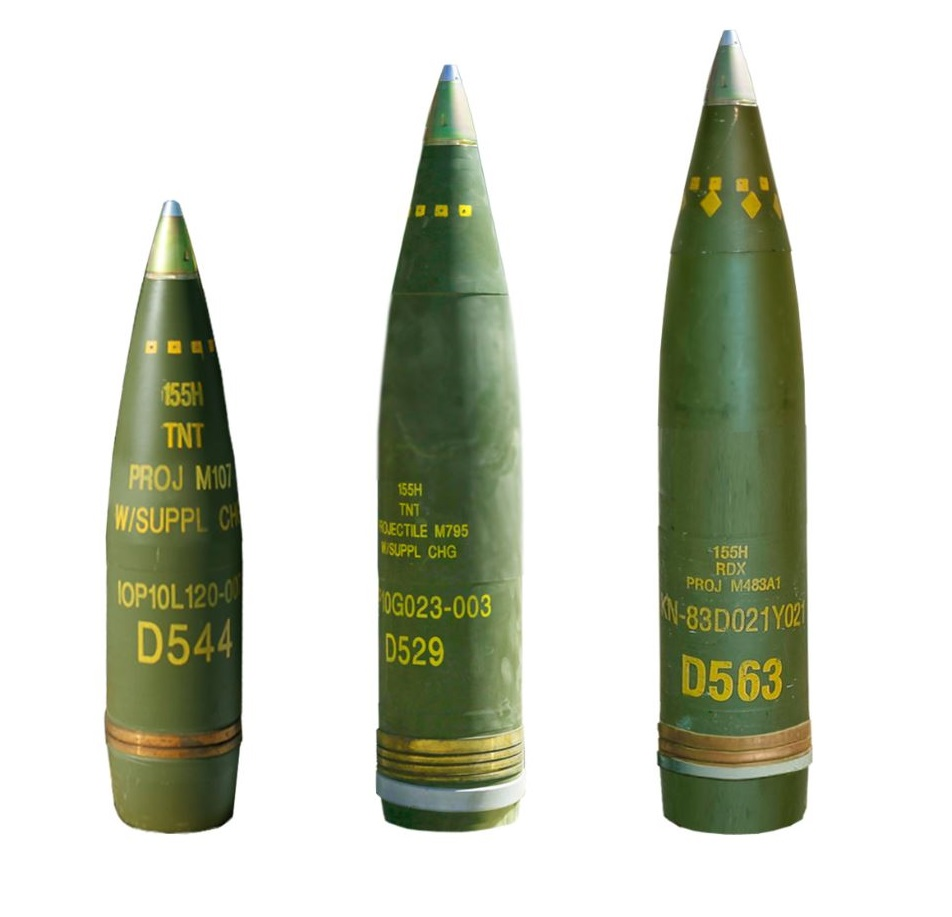
Pociski artyleryjskie kalibru 155 mm (M107, M795, M483A1)

Pocisk artyleryjski – rodzaj pocisku przeznaczonego do wystrzeliwania z dział. Główny element naboju artyleryjskiego, którego podstawowym przeznaczeniem jest niszczenie siły żywej, sprzętu i umocnień nieprzyjaciela, zapalanie obiektów, oświetlanie lub zadymianie terenu, wskazywanie celów, rozrzucanie ulotek itp. 
Pocisk artyleryjski ma najczęściej postać skorupy wypełnionej materiałem wybuchowym, zapalającym lub inną zawartością w zależności od przeznaczenia (ulotki, mieszanina oświetlająca z proszku magnezowego, itp.) Współcześnie stosuje się także pociski przeciwpancerne podkalibrowe, które wykonane są z litego metalu, mogą jednak zawierać one niewielką ilość substancji pirotechnicznej do oznaczania toru lotu, tzw. smugacz.

## Historia

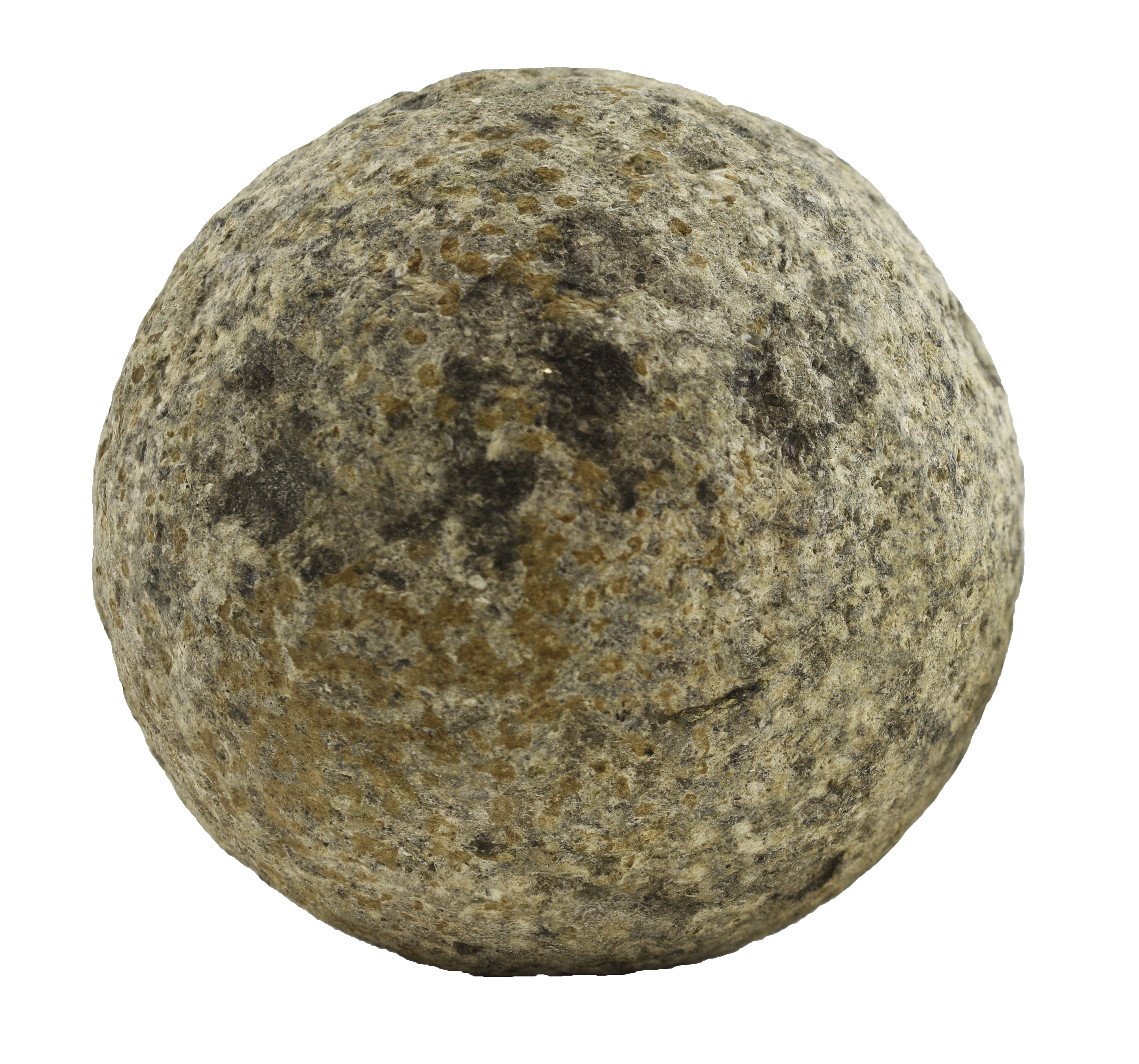
Średniowieczna kamienna kula armatnia, pierwszy typ pocisku artyleryjskiego

Początkowo pociski artyleryjskie były wykonane całkowicie z kamienia i miały kształt kulisty. Następnie opracowano pociski oświetlające i zapalające wypełnione mieszaniną mączki prochowej z siarką, antymonem i żywicami. Stosunkowo wcześnie bo już w XV wieku zaczęto stosować w działach małego kalibru pociski z ołowiu i żeliwa. Od XVII wieku do użytku weszły pociski wybuchowe, a także specjalne służące do ostrzału okrętów żaglowych.
Po wprowadzeniu do uzbrojenia dział z lufami gwintowanymi pojawiły się w połowie XIX wieku pociski podłużne (burzące, przeciwpancerne, kartacze i szrapnele) z częściami wiodącymi w postaci powłoki ołowianej lub drewnianych albo cynkowych występów na skorupie. Pod koniec stulecia wprowadzono pociski z miedzianymi pierścieniami wiodącymi, a na początku XX wieku zastosowano pociski o kształcie dalekonośnym z wydłużoną częścią ostrołukową i stożkową częścią denną.

## Kaliber

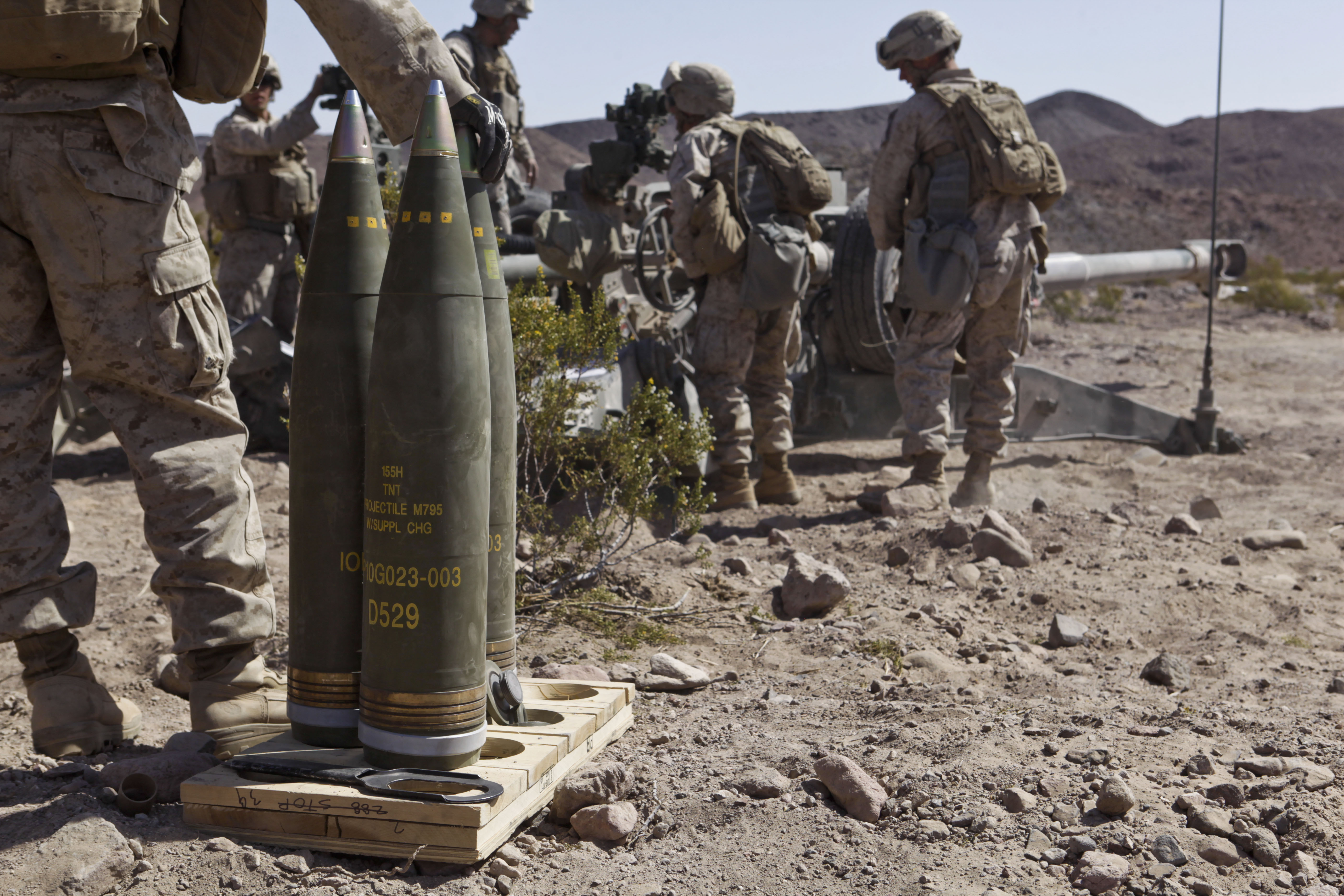
Pocisk artyleryjski kaliber 155 mm M795

Kaliber pocisku to jego średnica. W zależności od okresu historycznego i specyfiki narodowej może być oznaczany w milimetrach, centymetrach lub calach. Z przyczyn technologicznych najmniejszy kaliber amunicji artyleryjskiej wynosi ok. 20 mm. Mniejsze pociski istnieją, jednak są rzadko stosowane ze względu na trudności produkcyjne, a także małą zawartość materiału wybuchowego. Największe pociski kiedykolwiek wystrzelone należały do niemieckiego działa kolejowego Dora i miały kaliber 802 mm. Bardzo duże pociski zostały obecnie zastąpione przez balistyczne pociski rakietowe, pociski rakietowe i bomby lotnicze. Współcześnie największe pociski artyleryjskie mają kaliber ok. 203 mm, są jednak rzadko spotykane. Największym powszechnie stosowanym kalibrem pocisku jest 155 mm.

## Podział

Pociski do radzieckich haubic M-10 i D-1 kaliber 152,4 mm.
1. Pocisk odłamkowo-burzący OF-530
2. pocisk odłamkowy O-530
3. pocisk przeciwbetonowy G-530.

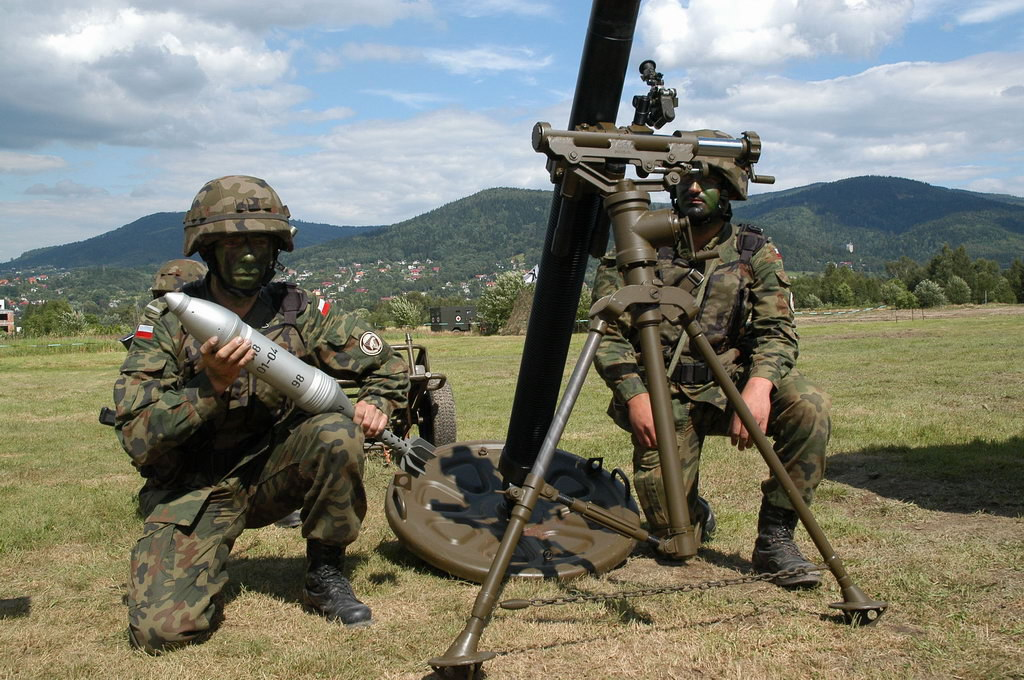
Polski moździerzowy pocisk kasetowy kaliber 98 mm

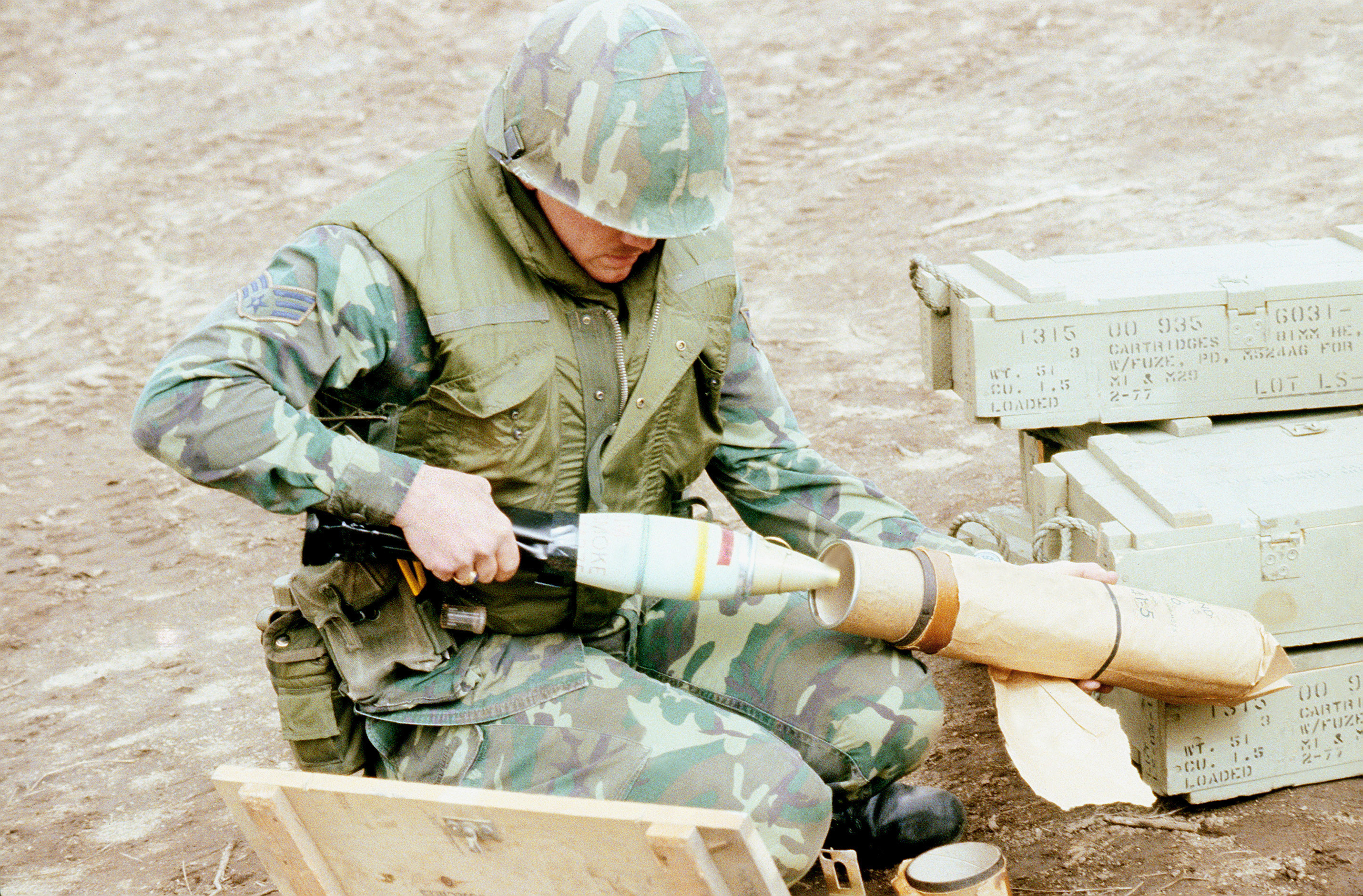
Moździerzowy pocisk dymny zawierający biały fosfor

Istnieje wiele typów pocisków artyleryjskich. Najważniejsze z nich to:
- Pocisk odłamkowo-burzący – najczęściej spotykany typ pocisku. Składa się z materiału wybuchowego, który jest umieszczony w stosunkowo grubej stalowej skorupie, i zapalnika. Zapalnik wywołuje eksplozje materiału wybuchowego, w wyniku czego do otoczenia wyrzucane są gorące i ostre odłamki metalu poruszające się z dużą prędkością. Większość zniszczeń powodowana jest przez odłamki, a nie sam wybuch. W zależności od typu zapalnika pocisk może eksplodować na powierzchni gruntu, w powietrzu nad ziemią lub po zagłębieniu się w ziemię tak, aby razić ukryte pozycje lub ograniczyć rozrzut odłamków.
- Pocisk przeciwpancerny – jest to pocisk przeznaczony do zwalczania celów opancerzonych. Współcześnie stosuje się trzy podstawowe typy pocisków przeciwpancernych: pocisk typu APFSDS, pocisk z ładunkiem kumulacyjnym i pocisk odkształcalny.
- Pocisk zapalający
- Pocisk kasetowy – służy do wynoszenia w pobliże celu mniejszej subamunicji, która może się składać z małych pocisków przeciwpiechotnych, pocisków przeciwpancernych lub min. Pociski kasetowe są skuteczniejsze od tradycyjnych ponieważ umożliwiają pokrycie subamunicją większego obszaru. Pociski kasetowe umożliwiają szybkie zaminowanie danego obszaru bez udziału własnych wojsk inżynieryjnych.
- Pocisk dymny – służy do tworzenia zasłony dymnej. Najczęściej spotykanym jest wybuchający pocisk zawierający biały fosfor, którego stosowanie powoduje poważne poparzenia u ludzi. W listopadzie 2004 wojska amerykańskie szturmujące irackie miasto Al Falludża użyły na szeroką skalę pocisków dymnych zawierających biały fosfor. W 2006 podczas kryzysu izraelsko-libańskiego Izrael używał pocisków zawierających biały fosfor.
- Pocisk chemiczny – zawiera niewielką ilość materiału wybuchowego, który służy jedynie do rozerwania cienkiej skorupy pocisku, zawiera natomiast dużą ilość substancji chemicznej takiej jak np. gaz bojowy. Sygnatariusze konwencji o zakazie stosowania broni chemicznej są zobowiązani do niestosowania tego rodzaju pocisków.
- Pocisk agitacyjny – służy do przenoszenia, a następnie rozrzucania nad terenem nieprzyjaciela materiałów propagandowych (przeważnie ulotek). Składa się z cienkościennej skorupy, materiałów propagandowych, zapalnika i mechanizmu wyrzucającego, który na odpowiedniej wysokości powoduje rozrzucenie zawartości.
- Pocisk oświetlający – wykorzystywany jest do oświetlania terenu. Składa się ze skorupy, zapalnika, niewielkiego ładunku wyrzucającego i przymocowanej do spadochronu flary oświetlającej. Na zaprogramowanej wysokości następuje wyrzucenie z pocisku flary, która opada na spadochronie z prędkością 5-8 m/s i spalając się emituje światło białe, barwne lub podczerwone. Obszar oświetlanego terenu zależy od kalibru pocisku i wysokości na jakiej zostaje wyrzucona flara.